# Styloniscus planus
Styloniscus planus är en kräftdjursart som beskrevs av Green 1971. Styloniscus planus ingår i släktet Styloniscus och familjen Styloniscidae. Inga underarter finns listade i Catalogue of Life.